# Pauline Oliveros
Pauline Oliveros (Houston, 30 de mayo de 1932, Kingston, 24 de noviembre de 2016) fue una compositora y acordeonista estadounidense y figura central en el desarrollo de la experimentación y de la música electrónica de posguerra.
Fue miembro fundador del San Francisco Tape Music Center en la década de 1960, y se desempeñó como su directora. Enseñó música en Mills College, la Universidad de California, San Diego (UCSD), el Oberlin Conservatory of Music, y el Instituto Politécnico de Rensselaer. Oliveros escribió libros, formuló nuevas teorías musicales e investigó nuevas maneras de enfocar la atención en la música, incluyendo sus conceptos de "escucha profunda" y "conciencia sónica". Fue una residente Eyebeam.

## Primeros años y carrera
Desde muy joven Oliveros se interesó por el campo sonoro a su alrededor y comenzó a aprender a interpretar música desde el preescolar. Oliveros, aprendió a tocar el acordeón a los nueve años de edad a través de su madre debido a la popularidad del instrumento en la década de 1940 ya que se le consideraba un instrumento lucrativo. Más tarde se dedicó a aprender la tuba y el corno francés en la escuela primaria y el colegio de música. A la edad de dieciséis años decidió dedicarse a la composición.
Cuando Oliveros llegó a California se apoyó con un trabajo diurno y lo complementó dando lecciones de acordeón a estudiantes. A partir de ahí, asistió a la escuela de música de la Universidad de Houston donde estudió con Willard A. Palmer y obtuvo el título de BFA en composiciones de la Universidad Estatal de San Francisco, donde entre sus maestros estuvieron el compositor Robert Erickson, con quien tuvo lecciones privadas y fue su mentor por seis a siete años. También fue allí donde conoció a los artistas Terry Riley, Stuart Dempster y Loren Rush En la Universidad de Houston, fue parte del programa de la banda y fue miembro fundador del capítulo local de Tau Beta Sigma Honorary Band Sorority.[cita requerida]
Cuando Oliveros cumplió 21 años, consiguió su primera grabadora, lo que le llevó a crear sus propias piezas y proyectos futuros en este campo. Oliveros fue uno de los miembros originales del San Francisco Tape Music Center, un recurso importante para la música electrónica en la Costa Oeste de los Estados Unidos durante los años 60. El centro más tarde se trasladó a Mills College, donde fue su primera directora, y más tarde se convirtió en el Centro de Música Contemporánea[cita requerida]. Oliveros a menudo improvisó con el Sistema Extendido de Instrumentos, un sistema electrónico de procesamiento digital de audio que diseñó, en sus interpretaciones y grabaciones.[cita requerida]

## UCSD
En 1967, Oliveros dejó Mills para tomar un puesto en el departamento de la Facultad de Música en UCSD. Allí, Oliveros conoció al físico teórico y maestro de karate Lester Ingber, con quien colaboró en la definición del proceso de atención aplicado a la escucha de música. Oliveros también estudió karate con Ingber, alcanzando el nivel de cinta negra. En 1973, Oliveros realizó estudios por un año en el Centro de Experimentos Musicales de UCSD; donde más tarde fungió como directora de 1976 a 1979. En 1981, para escapar de la constricción creativa,  dejó su puesto como profesora titular de música en UCSD y se trasladó al norte de Nueva York para convertirse en compositora independiente, intérprete y consultora.

## Escucha profunda
En 1988 como resultado de descender 14 pies en una cisterna subterránea para hacer una grabación Oliveros acuñó el término "Escucha Profunda" un juego de palabras que se ha convertido en "una estética basada en los principios de improvisación, música electrónica, ritual, enseñanza y meditación. Esta estética está diseñada para inspirar tanto a los artistas entrenados como a los no entrenados a practicar el arte de escuchar y responder a las condiciones ambientales en situaciones solistas y en conjunto ". Stuart Dempster, Oliveros y Panaiotis se convirtieron en Deep Listening Band y Deep Listening se convirtió en un programa de la Fundación Pauline Oliveros, fundada en 1985). El programa de Escucha Profunda incluye retiros de escucha anuales en Europa, Nuevo México y en el norte de Nueva York, así como programas de aprendizaje y certificación. La Fundación Oliveros Oliveros cambió su nombre a Deep Listening Institute, Ltd. en 2005. La banda Deep Listening, Oliveros, David Gamper (1947-2011) y Stuart Dempster, se especializa en realizar y grabar en espacios resonantes o reverberantes como cuevas, catedrales y enormes cisternas subterráneas. Ellos han colaborado con Ellen Fullman y su instrumento de cuerda larga, así como un sinnúmero de otros músicos, bailarines y artistas intérpretes o ejecutantes. El centro para la iluminación profunda en Rensselaer bajo dirección de Tome Hahn ahora es establecido y es el antiguo administrador del Deep Listening Institute, Ltd. Un concierto de celebración fue llevado a cabo el 11 de marzo de 2015 en el centro experimental de las artes interpretativas (EMPAC) en Rensselaer Polytechnic Instituto en Troy, Nueva York.

## Conciencia sónica
Von Gunden (1983, p.107) describe y nombra una nueva teoría musical, desarrollada por Oliveros en las "Introducciones" a sus Meditaciones sónicas (Sonic meditations en inglés) y en artículos, llamados "conciencia sónica". La conciencia sónica es la capacidad de enfocar conscientemente la atención en el sonido ambiental y musical, requiriendo continuo estado de alerta y una inclinación hacía escuchar siempre, y comparable al concepto de conciencia visual de John Berger (como en sus Formas de Ver). "La conciencia sonora es una síntesis de la psicología de la conciencia, la fisiología de las artes marciales y la sociología del movimiento feminista" y describe dos formas de procesar la información, la atención focal y la atención global, que puede ser representada por el punto y el círculo, respectivamente, del mandala Oliveros comúnmente empleado en la composición. Más tarde esta representación se amplió, con el mandala dividido en cuatro y los cada uno representando activamente el sonido, imaginando el sonido, escuchando el sonido presente y recordando el sonido pasado. Este modelo fue utilizado en la composición de sus Sonic meditations. La práctica de la teoría crea "masas sonoras complejas que poseen un centro tonal fuerte", ya que la atención focal crea tonalidad y la atención global crea masas de sonido, timbre flexible, ataque, duración, intensidad y a veces tono, así como tiempos y espacios no tradicionales para la interpretación, tales como requerir horas extendidas o ambientales. La teoría promueve sonidos fácilmente creados como los vocales, y "dice que la música debe ser para todo el mundo en cualquier lugar". 

## Compositora, profesora, autora
Oliveros recibió una beca en 1994 de la Fundación para las Artes Contemporáneas.[cita requerida]
Oliveros enseñó en el Instituto Politécnico Rensselaer y en la Universidad de Mills. Era abiertamente lesbiana.
Fue autora de cinco libros: Sounding the Margins: Collected Writings 1992–2009, Initiation Dream, Software for People, The Roots of the Moment, and Deep Listening: A Composer's Sound Practice.
Contribuyó con un capítulo de Sound Unbound: Sampling Digital Music and Culture (The MIT Press, 2008) editado por Paul D. Miller, conocido como DJ Spooky.
En 2007, Oliveros recibió el premio Resounding Vision de Nameless Sound. En 2009 recibió el premio William Schuman, de la Escuela de Artes de la Universidad de Columbia.
En 2012, Oliveros recibió el premio John Cage de la Foundation for Contemporary Arts.
Fue protectora de Soundart Radio en Dartington, Devon, Reino Unido.
La obra de Oliveros Deep Listening Room fue presentada en la Bienal de Whitney 2014.
Parte de su música fue presentada en el videojuego francés NaissanceE.
Oliveros fue miembro de la Avatar Orchestra Metaverse, una colaboración global de compositores, artistas y músicos que se acerca a la plataforma de realidad virtual Second Life como un instrumento en sí.

## Obras notables
- Sonic Meditations: "Teach Yourself to Fly", etc.
- Sound Patterns para coro mixto (1961), premiado por la Gaudeamus International Composers Award en 1962, disponible en Extended Voices (Odyssey 32 16) 0156 y en 20th Century Choral Music (Ars Nova AN-1005)
- Música para Annie Sprinkle en The Sluts and Goddesses Video Workshop—Or How To Be A Sex Goddess in 101 Easy Steps (1992)
- Theater of Substitution (1975–?). Oliveros fue fotografiada como diferentes personajes, entre ellos una señora española, una ama de casa suburbana vestida de poliéster y un profesor de túnicas. Jackson Mac Low interpretó a Oliveros en el concierto "A Celebration of Women composers" de New York Philharmonic el 10 de noviembre de 1975 y Oliveros ha interpretado Mac Low (véase Mac Low, "Pauline: narración de una sustitución", Big Deal, otoño de 1976). (Ibid, página 141)
- Crone Music (1989)
- "the Space Between with Matthew Sperry", (2003) 482 (http://www.482music.com/albums/482-1020.html)

### Libros
- Sam Golter and Lawton Hall, ed. (2013). Anthology of Text Scores by Pauline Oliveros 1971–2013. Kingston, New York: Deep Listening Publications. ISBN 9781889471228.
- Lawton Hall, ed. (2010). Sounding the Margins: Collected Writings 1992–2009. Kingston, New York: Deep Listening Publications. ISBN 978-1-889471-16-7.
- Deep Listening: A Composer's Sound Practice. New York: iUniverse, Inc. 2005. ISBN 978-0-595-34365-2.
- Roots of the Moment. New York: Drogue Press. 1998. ISBN 978-0-9628456-4-2.
- Software for People: Collected Writings 1963–80. Baltimore: Printed Editions. 1984. ISBN 978-0-914162-59-9.
- Initiation Dream. Los Angeles: Astro Artz. 1982. ISBN 978-0-937122-07-5.

## Escuchar
- Queridos.Juan: Un Canon en el Nombre de Jaula en Larry Polansky's Página de Inicio
- Epitonic.com: la Escucha Profunda de la Banda con una pista de Escucha Profunda
- El arte de los Estados: Pauline Oliveros dos obras del compositor
- Extracto de 2001 de sonido. en Schindler Casa de rendimiento en YouTube en SASSAS